# Obereopsis descarpentriesi
Obereopsis descarpentriesi är en skalbaggsart som beskrevs av Stefan von Breuning 1965. Obereopsis descarpentriesi ingår i släktet Obereopsis och familjen långhorningar. Inga underarter finns listade i Catalogue of Life.